# Вера Чукић
Вера Чукић (Београд, 16. децембар 1938) српска је глумица.

## Биографија
Деда, Иван Чукић је из племена Васојевићи и био је начелник Беранског среза, иако богослов. Баба по оцу, Даринка је била прва школована учитељица у Црној Гори. Удовица је сценаристе Гордана Михића са којим има ћерку Ивану Михић, такође глумицу.
Вера Чукић је апсолвирала глуму на Академији за позориште, филм, радио и телевизију. Од 1963. године глуми у Атељеу 212 у Београду. Чланица је Народног позоришта у Београду.
Издвајајући се својим атрактивном изгледом и темпераментом, остварила је низ индивидуално обојених улога у позоришту, на филму и телевизији.
У августу 2013. године добила је награду за животно дело „Павле Вуисић“ за улоге у српској кинематографији.
Тррнутно је четврта најстарија глумица у Србији.

## Позориште
- „Ко се боји Вирџиније Вулф?“
- „Маска“

## Филмографија
Дебитовала је 1958. године у филму Кроз грање небо, Столета Јанковића. Врло запажена била је и као млада преступница у филму Ко пуца, отвориће му се Марка Бапца из 1965. године, те као изазовна маћеха коју напаствује посинак у филму Имам двије маме и два тате, Крешимира Голика из 1968. године. За улогу кафанске певачице Бела Сека, у филму И Бог створи кафанску певачицу Јована Живановић 1972. добила је признање на Филмским сусретима у Нишу.

### Филмографија
| Год.       | Назив                                | Улога                      |
| ---------- | ------------------------------------ | -------------------------- |
| 1950.-те   |                                      |                            |
| 1958.      | Кроз грање небо                      | болничарка Бранка          |
| 1960.-те   |                                      |                            |
| 1965.      | Ко пуца отвориће му се               | Кристина                   |
| 1965.      | Чувај ми Амелију                     |                            |
| 1965.      | Шнајдерски калфа                     |                            |
| 1965.      | Болничка соба                        |                            |
| 1965.      | Фунта са штедне књижице              |                            |
| 1966.      | Намештена соба                       |                            |
| 1967.      | Коктел (ТВ)                          |                            |
| 1967.      | Нож                                  | Ана Вагнер                 |
| 1967.      | Арно и Јане                          |                            |
| 1967.      | Македонска крвава свадба             | Цвета                      |
| 1967.      | Била си дужна да те нађем (ТВ)       |                            |
| 1967.      | Регинин сат (ТВ)                     |                            |
| 1967.      | Арсеник и старе чипке (ТВ)           | Елејн Харпер               |
| 1967.      | Волите се људи (серија)              |                            |
| 1967.      | Пробисвет (ТВ серија)                |                            |
| 1968.      |                                      |                            |
| 1968.      | Голи човјек                          | Катина                     |
| 1968.      | Имам двије маме и два тате           | друга мама                 |
| 1968.      | Максим нашег доба (серија)           |                            |
| 1969.      | Баксуз (серија)                      |                            |
| 1969.      | Самци 2 (серија)                     | Катићка, подстанарка       |
| 1969.      | Кројцерова соната                    |                            |
| 1969.      | Трагедија на сплаву                  |                            |
| 1970.-те   |                                      |                            |
| 1971.      | Дом и лепота                         |                            |
| 1971.      | Сладак живот на српски начин         |                            |
| 1971.      | Директор                             |                            |
| 1972.      | Глумац је, глумац (серија)           |                            |
| 1972.      | Луди ујка                            |                            |
| 1972.      | И Бог створи кафанску певачицу       | Бела Сека                  |
| 1973.      | Изгнаници                            |                            |
| 1973.      | Наше приредбе (ТВ серија)            | Дора Куртела               |
| 1973.      | Жута                                 | Буба                       |
| 1974.      | Флоријановић                         |                            |
| 1974.      | Мићко (ТВ филм)                      |                            |
| 1975.      | Мили                                 |                            |
| 1975.      | Ђавоље мердевине (серија)            | Рајка                      |
| 1976.      | Спиритисти (ТВ)                      | Фема, удовица              |
| 1976.      | Поробџије (серија)                   | Анђа                       |
| 1977.      | Мизантроп                            |                            |
| 1978.      | Тигар                                | Барбарела                  |
| 1978.      | Седам плус седам                     | Вера                       |
| 1978.      | Образ уз образ: Новогодишњи специјал | Вера                       |
| 1979.      | Срећна породица                      | мама                       |
| 1979.      | Срећна породица (серија)             |                            |
| 1980.-те   |                                      |                            |
| 1980.      | Пролеће живота                       |                            |
| 1981.      | Наши песници (ТВ серија)             |                            |
| 1982.      | Савамала                             | Љубица                     |
| 1982.      | Коже (серија)                        | Софија                     |
| 1984.      | Јагуаров скок                        | Олга                       |
| 1986.      | Смешне и друге приче (ТВ серија)     | Ана                        |
| 1986.      | Сиви дом (серија)                    | Чомбетова мајка            |
| 1987.      | Милан — Дар                          |                            |
| 1988.      | Роман о Лондону (серија)             | Нађа „Шошо“                |
| 1988.      | Заборављени                          |                            |
| 1988.      | Ортаци                               | госпођа Лидија             |
| 1990.-те   |                                      |                            |
| 1990.      | Ожалошћена породица (ТВ)             | Сарка, удовица             |
| 1990.      | Метла без дршке 2 (серија)           | Верослава                  |
| 1990.      | Заборављени (серија)                 | Кифлина мајка              |
| 1991.      | Метла без дршке 3 (серија)           | Верослава, Бранкицина мама |
| 1991.      | Конак                                |                            |
| 1993.      | Метла без дршке 4 (серија)           | Верослава                  |
| 1993.      | Нападач                              | Јеленина мајка             |
| 1994.      | Дневник увреда 1993                  | Ана Николић                |
| 1994-1995. | Театар у Срба (серија)               | Милка Гргурова             |
| 1996-1997. | Горе доле (серија)                   | Марија „Маца“ Јакшић       |
| 1999.      | Рањена земља                         | Нинина мајка               |
| 2000.-те   |                                      |                            |
| 2001.      | Она воли Звезду                      | Дацина мајка               |
| 2003.      | Кућа среће (серија)                  |                            |
| 2008.      | Заборављени умови Србије (серија)    | Гина Милићевић, супруга    |
| 2009.      | Сељаци (серија)                      | Милијана                   |
| 2010.-те   |                                      |                            |
| 2008-2011. | Мој рођак са села (серија)           | Бисенија Малешевић         |